# Wysuń
Wysuń (ukr. Висунь, również Вулсунь Wułsuń, Ісун Isun, ros. Висунь Wisuń) – rzeka na Ukrainie w obwodzie mikołajowskim, prawy dopływ Ingulca.
Jej źródła znajdują się na Wyżynie Naddnieprzańskiej, płynie przez Nizinę Czarnomorską.